# Автошлях Т 1032
Автошлях Т 1032 — автомобільний шлях територіального значення в Київській області. Проходить територією Бориспільського району. Загальна довжина — 19,4 км.
Проходить через населені пункти Студеники та Чирське.